# بول بلاكويل
بول بلاكويل (بالإنجليزية: Paul Blackwell)‏ هو ممثل أسترالي، ولد في 29 يناير 1954 في أستراليا.

## أعمال

### أفلام
- (2015) ايفرست
- (2015) طيف[2][3][4]
- (2015) مستر هولمز[5][6]

## وصلات خارجية
- بول بلاكويل على موقع IMDb (الإنجليزية)
- بول بلاكويل على موقع قاعدة بيانات الفيلم (الإنجليزية)